# Sunfighter
Albums par Paul Kantner
Blows Against the Empire
(1970, avec Jefferson Starship) Baron von Tollbooth & the Chrome Nun
(1973, avec David Freiberg)
Albums par Grace Slick
Baron von Tollbooth & the Chrome Nun
(1973, avec David Freiberg)
Sunfighter est un album de Paul Kantner et Grace Slick, membres de Jefferson Airplane, sorti en 1971. Y ont participé de nombreux musiciens de la région de San Francisco, notamment des membres du Grateful Dead, de CSN, et la section cuivres de Tower of Power. Sa pochette représente la fille de Paul Kantner et Grace Slick, China Kantner, née au début de l'année.

## Titres

### Face 1
1. Silver Spoon (Slick) — 5:40
2. Diana (Kantner, Slick) — 0:52
3. Sunfighter (Kantner) — 3:50
4. Titanic (Sawyer) — 2:25
5. Look at the Wood (Kantner, Slick) — 2:08
6. When I Was a Boy I Watched the Wolves (Kantner, Slick) — 4:59

### Face 2
1. Million (Kantner) — 4:02
2. China (Slick) — 3:17
3. Earth Mother (Traylor) — 3:16
4. Diana 2 (Kantner, Slick) — 1:01
5. Universal Copernican Mumbles (Kantner, Gleeson, Vierra) — 2:03
6. Holding Together (Kantner, Slick) — 7:40

## Musiciens
- Paul Kantner : chant, guitare rythmique
- Grace Slick : chant, piano
- Greg Adams : trompette, bugle
- Jack Casady : basse
- Craig Chaquico : guitare
- Joey Covington : batterie
- Papa John Creach : violon
- David Crosby : chant, tambourin
- Spencer Dryden : batterie
- Jerry Garcia : guitare
- Mick Gillette : trombone
- Pat Gleeson : piano, Moog
- Jorma Kaukonen : guitare
- Peter Kaukonen : guitare, mandoline
- Bill Laudner : chant
- Graham Nash : chant, arpèges
- Phil Sawyer : effets sonores
- Steven Schuster : saxophone, flûte, arrangements
- Shelley Silverman : batterie
- Edwin Hawkins Singers : chant
- The Spanish Sexuals : flûte
- Jack Traylor : chant, guitare
- John Vierra : synthétiseur
- Chris Wing : batterie